# A Sister's Nightmare
A Sister's Nightmare is een Canadees-Amerikaanse televisiefilm uit 2013 van kabelnetwerk Lifetime. De film werd geregisseerd door Vic Sarin met Kelly Rutherford, Natasha Henstridge en Peyton List in de hoofdrollen.

## Verhaal
Op een namiddag staat Cassidy, die net werd ontslagen na vijftien jaar in een psychiatrische instelling te hebben verbleven, voor de deur van haar zus Jane, diens tienerdochter Emily en verloofde Phil. Jane had Emily altijd verteld dat Cassidy was omgekomen in een ongeluk en legt nu uit dat ze al die tijd in een instelling verbleef met een borderline-persoonlijkheidsstoornis. Ze zegt ook dat ze moet oppassen met Cassidy omdat die niet is wie ze lijkt te zijn.
Cassidy probeert inderdaad een band op te bouwen met Emily maar ontvreemdt een mes uit de keuken, een foto van Emily uit Janes slaapkamer en zegt tegen haar zus van plan te zijn het meisje mee te nemen. Die installeert daarop een slot op Emily's deur, zet een babyfoon in haar kamer en geeft haar een smartphone met ingebouwde GPS-volgfunctie. Daarnaast pikt ze op het politiekantoor waar ze werkt afluisterapparatuur en installeert die thuis. Aan Phil vertelt ze dat Cassidy vijftien jaar eerder haar man vermoordde en dat ze maar net op tijd hun dochtertje van verdrinking kon redden, die ze sindsdien opvoedt als haar eigen kind.
Als Cassidy met Emily gaat kamperen bij een afgelegen meer om het meisje van haar watervrees af te helpen slaat Jane helemaal in paniek. Met het dienstwapen van een collega gaat ze er in een patrouillewagen achteraan en eenmaal aangekomen houdt ze Cassidy onder schot. Die vraagt Jane de waarheid te vertellen en blijkt dat het Jane is die een stoornis heeft en haar man vermoordde. Emily is wel degelijk háár dochter. Cassidy wilde daar bewijs van en dankzij de afluisterapparatuur heeft ze die nu. De politie, die Jane gevolgd is, komt ook aan en neemt haar mee.

## Rolverdeling
- Kelly Rutherford als Jane, de protagonist.
- Natasha Henstridge als Cassidy, Janes geesteszieke oudere zus.
- Peyton List als Emily, Janes aquafobe tienerdochter.
- Matthew Settle als Phil, Janes verloofde.
- Jasmine Sky Sarin als Tina, Emily's vriendin.
- Eric Breker als Vic, Janes partner bij het politiekorps.